# Maksymilian Ossoliński (1588–1655)
Maksymilian Ossoliński herbu Topór (ur.  w grudniu 1588, zm. 1655) – chorąży (1624) i podkomorzy sandomierski (1633), podskarbi nadworny koronny (1636-1648), kasztelan czerski (1648), starosta biecki w latach 1637-1639, starosta malborski.

## Lata młodzieńcze
Urodzony w 1588 r. w rodzinie Ossolińskich, jako trzeci syn Jana Zbigniewa herbu Topór (1555–1623) – sekretarza królewskiego króla Stefana Batorego (w r. 1577), wojewody podlaskiego, sandomierskiego, posła, marszałka sejmu (1601).
Matką Maksymiliana była Jadwiga Sienieńska, Ossolińska, z Oleska, herbu Dębno
Braćmi Maksymiliana Ossolińskiego byli;
- Krzysztof Ossoliński (1587-1645) - wojewoda sandomierski
- Jerzy Ossoliński (1595-1650) – podskarbi, wojewoda, kanclerz wielki koronny.

i siostra Elżbieta Ossolińska.
Uczył się z bratem Jerzym Ossolińskim u Jezuitów w Lublinie w 1596 r., a następnie na uczelniach na zachodzie Europy. Zwiedził; Włochy i Niderlandy.
Po powrocie w roku 1607 został dworzaninem Marcina Szyszkowskiego, a potem był dworzaninem królewskim.

## Kariera
Od roku 1618 rozpoczyna swą wieloletnią karierę jako poseł z województwa sandomierskiego.
Swą karierę wojskową rozpoczął biorąc udział w bitwie pod Chocimiem, gdzie dowodził własnym oddziałem husarii.
W latach 1626–1629, u boku starszego brata Krzysztofa - wojewody sandomierskiego brał udział w kampanii przeciw Szwedom w Prusach. Poseł na sejm warszawski 1626 roku z województwa sandomierskiego. Uczestniczył w wyprawie smoleńskiej przeciw Rosji. W 1633 po bracie Krzysztofie Ossolińskim - objął urząd podkomorzego sandomierskiego. W 1636 roku, po bracie Jerzym Ossolińskim - urząd podskarbiego nadwornego.
Poseł na sejm 1631 roku.
Poseł na sejm koronacyjny 1633 roku, sejm zwyczajny 1635 roku, sejm zwyczajny 1637 roku.
W 1648 roku był elektorem Jana II Kazimierza Wazy z województwa sandomierskiego. Poseł na sejm 1649/1650 roku z sejmiku opatowskiego województwa sandomierskiego.

## Majątek
Jego dochody powiększały obejmowane kolejno starostwa stopnickie, bieckie i malborskie. Po śmierci ojca w 1623 r. odziedziczył Ciepielów i dobra mieleckie, a po śmierci brata Jerzego w 1650 r., niektóre z jego majątków.
W skład majątków Maksymiliana wchodziły między innymi: Ossolin, Klimontów, Krzelów, Zgórsko, Mielec, Sadowice, Przyłęk.
Maksymilian ukończył rozpoczętą przez ojca budowę klasztoru Dominikanów w Klimontowie, która pochłonęła część jego dochodów.
Najczęściej przebywał w Zgórsku koło Mielca.

## Potomkowie
W 1611 roku ożenił się z Heleną Kazanowską (zmarłą przed 1636 r.), a około roku 1643 z Katarzyną Głębocką.
Z pierwszą żoną miał takich synów, jak np.:
- Jan Ossoliński (1612-1682) – komandor maltański w Poznaniu,
- Stanisław Ossoliński (1615-1643) – kanonik krakowski,
- Zbigniew Ossoliński (zm. 1675 r.) – opat koprzywnicki,
- Władysław Krzysztof Ossoliński (zm. 1696 r.) – kanonik krakowski i płocki,
- Hieronim Ossoliński(1616-1651) dworzanin królewski, poległ w bitwie pod Beresteczkiem
- Jerzy Adam Ossoliński (zm. 1651) – starosta lubelski (1650), poległ w bitwie pod Beresteczkiem

i pozostali bezpotomni,
- Aleksander Ossoliński(zm. między rokiem 1691 a 1706),
- Beniamin Ossoliński (1627-1664).

Z drugą żoną miał takich synów jak:
- Maksymilian Hieronim Ossoliński (zm. 1710-12),
- Michał Sieciech Ossoliński (zm. po 1711) – poseł na sejm elekcyjny w 1697, żonaty w 1693 roku z Barbarą Boratyni, ojciec sześciorga dzieci.

oraz córki: Katarzyna Ossolińska -klaryska w Krakowie,
Maksymiliana Ossolińska wydana za Jana Olbrachta Lipskiego z Wielkopolski,
Zofia Ossolińska wydana za Marcina Krasickiego - kasztelana przemyskiego.
Ponadto kilkoro z jego dzieci zmarło w dzieciństwie;
Maksymilian Ossoliński zmarł na przełomie 1654 i 1655 roku i pochowany został 28 stycznia 1655 roku w Klimontowie w podziemiach kościoła klasztoru Dominikanów.

## Źródła
- Józef Długosz Maksymilian  Ossoliński h. Topór [w:] Polski Słownik Biograficzny tom XXIV wyd. 1979
- S.K.Kossakowski;Monografie historyczno-genelogiczne niektórych rodzin polskich.Warszawa 1862, t.2.
- Dworaczek.Genealogia, tablica t. 144
- T. Żychliński; Herbarz 23